# Асахи Глас
AGC Inc. (AGC株式会社 AGC кабушики гайша), в миналото Asahi Glass Co., Ltd.' (旭硝子株式会社), е японска глобална компания за производство на стъкло, със седалище в Токио. Това е най-големият производител на стъкло в света и една от основните компании на Mitsubishi Group.
Asahi Glass е обявена от Thomson Reuters за един от 100-те глобални иноватори през 2013 г.

## Общ преглед
Asahi Glass е основана на 8 септември 1907 г. от Тошия Ивасаки, вторият син на втория президент на първоначалния Mitsubishi дзайбацу. Това е първият японски производител на плоско стъкло. Asahi Glass Co. е една от най-големите компании за производство на плоско стъкло в света, притежаваща заводите за стъкло Glaverbel в Европа и AFG Industries в Северна Америка.
Основното производство на компанията е:
- Автомобилни стъкла и индустриални материали
- Биотехнологии и оборудване
- Стоки и поддръжка за химическата промишленост
- Високотехнологични химически материали, включително флуоропластни мембрани, етилен-тетрафлуоретиленов ко-полимер (ETFE) за ламиниране (каширане) и други.
- Стъкло за дисплеи
- Електронни материали и продукти
- Производство на плоско стъкло и конструкционни материали
- Оптика и телекомуникации

## Дъщерни дружества и филиали
- AGC Automotive
- AGC Biologics
- AGC Electronics America
- AGC Chemicals Americas
- AGC Chemicals Europe
- Asahi India Glass Limited (позната като AIS)
- Asahi Fiber
- AGC Techno Glass Thailand
- Ise Chemical Industries
- Optrex Corp.
- Asahi Glass Foundation
- AGC Glass Europe (в миналото известна като Glaverbel)
- AGC Asia Pacific Pte Ltd
- NordGlass Ltd., Полша